# Kolumbijská univerzita
Kolumbijská univerzita (anglicky Columbia University) je soukromá vysoká škola ve Spojených státech, patřící do tzv. Ivy League („břečťanové ligy“) elitních amerických univerzit. Její hlavní kampus se nachází ve čtvrti Morningside Heights na Manhattanu ve městě New York. Columbia University je považována za jednu z nejprestižnějších univerzit světa. Univerzita má tři pregraduální fakulty (Columbia College, Columbia University School of General Studies a School of International and Public Affairs) a dvacet dva postgraduálních, z nichž nejvýznamnější jsou Columbia Business School, Columbia Law School a Columbia School of Journalism.

## Historie a význam
Byla založena v roce 1754 jako „Kings College“ na objednávku anglického krále Jiřího II. Je nejstarší institucí vyššího vzdělání ve státě New York a pátou nejstarší v USA.
V roce 1776, během Americké revoluce, byla Kings College zrušena. Po osmi letech, roku 1784, již po vyhlášení nezávislosti Spojených států, byla znovu otevřena, a to pod novým a stále platným názvem „Columbia University“.
V minulosti se univerzita zapsala do povědomí zejména svou rolí na vývoji jaderné bomby, pojmenované podle umístění univerzity jako Projekt Manhattan. Vývoj tehdy vedli přední vědci jako Robert Oppenheimer a Enrico Fermi.
Komise složená ze členů fakulty a dalších významných osobností literárního světa každoročně uděluje Pulitzerovu cenu.

## Současnost
Columbia je známá jako univerzita levicového smýšlení a centrum studentské protestní aktivity, a otevřený a tolerantní přístup ze strany administrativy tyto aktivity často vyvolává.

### Protesty v roce 1968
Studenti na jaře roku 1967 zjistili spojení Columbie s think-tankem Pentagonu, který se podílel na vývoji zbraní následně použitých ve vietnamské válce. Během následujícího roku se studenti podíleli na několika klidných demonstracích.
V důsledku zamýšlené stavby tělocvičny v sousední čtvrti Morningside Park se skupiny studentů zabarikádovaly v Dolní knihovně a Hamiltonově koleji, ze kterých byli studenti vyvedeni až násilným zásahem newyorské policie. Studenti považovali plánovanou expanzi za proces utlačování černošských obyvatel Harlemu.
V konečném důsledku dosáhli studenti svých cílů; univerzita ukončila spolupráci s pentagonským think-tankem a stavba tělocvičny nakonec nebyla realizována. Plány na její postavení byly následně využity při stavbě tělocvičny na univerzitě v Princetonu.

### Návštěva prezidenta Ahmadínedžáda
V souvislosti se zasedáním Valného shromáždění OSN v září 2007 byl jako hostující řečník pozván íránský prezident Mahmúd Ahmadínežád. Jeho kontroverzní názory na problematiku izraelsko-palestinského konfliktu, popírání holokaustu a svobod v Íránu se setkaly s nepochopením jak v řadách fakulty a studentů, ale také absolventů.
Prezident univerzity Lee Bollinger uvedl Ahmadínedžádovu řeč několika větami, ve kterých ho nazval „malým a krutým diktátorem“ a konstatoval, že jeho názory na problematiku musí vycházet z jeho povahy „extrémně provokativního nebo neuvěřitelně nevzdělaného člověka.“ Ahmadínedžád na začátku své řeči poznamenal, že „v Íránu si pozvaných hostů váží.“ Bollingerovy výroky byly odsouzeny íránskou židovskou komunitou.

## Významní lidé Columbie
Díky kvalitě výuky a akademické svobodě se mnoho absolventů a členů fakulty univerzity zařadilo mezi špičky v politickém i vědeckém světě.

### Držitelé Nobelových cen
- Sidney Altman – držitel Nobelovy ceny za chemii za rok 1985 za nalezení katalytické aktivity ribonukleové kyseliny, na Columbii jako postgraduální student a asistent (1960–1962)
- Arthur Ashkin – držitel Nobelovy ceny za fyziku za rok 2018
- Milton Friedman – držitel Nobelovy ceny za ekonomii za rok 1976, profesor na Columbii v letech 1939–49 a 1964–65
- Barack Obama – 44. prezident USA, držitel Nobelovy cena za mír za rok 2009
- Theodore Roosevelt – 26. prezident USA, držitel Nobelovy cena za mír za rok 1906
- Joseph Stiglitz – držitel Nobelovy ceny za ekonomii za rok 2001, profesor na Columbii, oponent neoliberalismu, zastánce nové keynesiánské ekonomie (neplést si s neokeynesiánstvím)

### Další významní lidé
- Madeleine Albrightová – bývalá ministryně zahraničí USA, doktorát za politologii (1976)[2]
- Warren Buffett – investor a filantrop, magisterský titul za ekonomii (1951)
- Jim Carroll – spisovatel a hudebník
- Art Garfunkel – zpěvák a hudební skladatel
- William Gregory – astronaut
- Toomas Hendrik Ilves – estonský prezident
- Caroline Kennedyová – americká spisovatelka, právnička a diplomatka
- Robert Sean Leonard – americký herec, držitel Tony Award a představitel Dr. Wilsona v seriálu Dr. House
- Thomas Merton – trapista, mnich a spisovatel, studoval zde v letech 1934–1938
- Story Musgrave – americký astronaut
- Manuel Rivera-Ortiz – dokumentární fotograf
- Michail Saakašvili – gruzínský prezident, doktorát z práv (1994)
- Milan Zelený – americký ekonom českého původu působil na univerzitě v pozici Associate Professor of Business Administration (1972–1979)